# William Rees
William Rees (né en 1906 et mort le 1er octobre 1961) est un directeur de la photographie américain.

## Biographie
William Rees a créé les images de trente-trois films entre 1923 et 1935, parmi lesquels The Gambler, Hearts in e'xile, Fancy Baggage, Under a Texas Moon, Murder at Midnight, Le Faucon maltais (The Maltese Falcon), The Case of the Howling Dog, Meurtre au chenil, Housewife, Fashions of 1934, Don't Bet on Blondes.

## Filmographie partielle
- 1929 : Always Faithfull d'Alfred A. Cohn
- 1929 : The Gamblers de Michael Curtiz
- 1930 : The Office Wife de Lloyd Bacon
- 1931 : Sit Tight de Lloyd Bacon
- 1934 : Un héros moderne (A Modern Hero) de Georg Wilhelm Pabst